# Wałdis Pielsz
Wałdis Ejżenowicz (Jewgienjewicz) Pielsz (ros. Ва́лдис Эйже́нович (Евгеньевич) Пельш, łot. Valdis Pelšs; ur. 5 czerwca 1967 w Rydze) – rosyjski muzyk, aktor, reżyser, producent i prezenter telewizyjny, dwukrotny laureat Krajowej Nagrody Telewizyjnej "TEFI" (1997, 2005), która jest rosyjskim odpowiednikiem Nagrody Emmy. Po maturze w 1983 roku podjął studia na wydziale filozofii Moskiewskiego Uniwersytetu Państwowego i po ich ukończeniu w 1988 pracował przez rok w Instytucie historii przyrodoznawstwa i techniki przy Akademii Nauk ZSRR (ros. Институт истории естествознания и техники АН СССР). W 1987 zaczął pracować w telewizji. Od roku 2013 prowadzi program „Zgadnij melodię” (ros. Угадай мелодию) na Pierwszym Kanale rosyjskiej telewizji.